# Fireman (série télévisée)

Logo de la série télévisée Fireman

Pour les articles homonymes, voir Fireman.
 (décembre 2014).
Si vous disposez d'ouvrages ou d'articles de référence ou si vous connaissez des sites web de qualité traitant du thème abordé ici, merci de compléter l'article en donnant les références utiles à sa vérifiabilité et en les liant à la section « Notes et références ».
Fireman (ファイヤーマン, Faiyāman), alias Magma Man dans certains pays, est une série télévisée japonaise du genre henshin en 30 épisodes, produite en 1973 par Tsuburaya Productions, initialement diffusée du 7 janvier au 31 juillet 1973 sur la chaine Nippon Television.

## Synopsis
Daisuke Misaki, venu d'un continent caché, débarque au Japon et se transforme en super-héros pour défendre l'humanité contre des monstres mutants apparus mystérieusement...

## Distribution
- Naoya Makoto (en) : Daisuke Misaki / Fireman
- Gorō Mutsumi (en) : Docteur Gunpachi Umino
- Shin Kishida : Docteur Saburo Mizusima
- Sei Hiraizumi (en) : Docteur Futoshi Chiba
- Keiko Kunihara : Mariko Hayama
- Kin'ichi Kusumi : Monster / Alian

## Épisodes
1. Fireman Born (ファイヤーマン誕生, Faiyāman Tanjō?)
2. The Weapon is Science S･A･F (武器は科学だS・A・F, Buki wa Kagaku da Esu-ē-efu?)
3. The Mysterious Spaceship (謎の宇宙船, Nazo no Ucyūsen?)
4. Destroy the Invaders (インベーダーを撃滅せよ, Inbēdā wo gekimetsu seyo?)
5. The Boy who Fell into the Jurassic Era (ジュラ紀へ落ちた少年, Juraki e ochita shōnen?)
6. The Secret of Planet Gomerous (遊星ゴメロスの秘密, Yūsei-Gomerosu no himitsu?)
7. The Dreadful Space Bacteria (恐怖の宇宙細菌, Kyōfu no ucyū saikin?)
8. The Micro Monster's Fear (ミクロ怪獣の恐怖, Mikuro kaijū no kyōfu?)
9. A Challenge from the Deep Sea (深海からの挑戦, Shinkai karano Chōsen?)
10. The Iron Monster that Attacked Tokyo (鉄の怪獣が東京を襲った, Tetsu no kaiju ga Tōkyō wo osotta.?)
11. Resurrecting the Rock Monster (よみがえる岩石怪獣, Yomigaeru ganseki kaijū?)
12. Earth is the Robot's Graveyard (地球はロボットの墓場, Chikyū wa robotto no hakaba.?)
13. Fear of the Dragon God Swamp (竜神沼の恐怖, Ryūjin-numa no kyōfu?)
14. Run Through the Devil's Sea (悪魔の海を突っ走れ, Akuma no umi wo tsuppashire?)
15. Planet Beldar M13 Command (ベルダー星M13号指令, Berudā-sei emu-jūsan shirei?)
16. Steal it! The Fire-Stick (奪え! ファイヤースティック, Ubae! Faiyā-sutekku?)
17. Fireman Disappeared into the Magma (マグマに消えたファイヤーマン, Maguma ni kieta Faiyāman?)
18. He did it! Fire-Dash (やったぞ! ファイヤーダッシュ, Yattazo! Faiyā-dassyu?)
19. The Space Monster vs. The Primeval Monster (宇宙怪獣対原始怪獣, Ucyū kaijū tai genshi kaijū?)
20. The Gagango Monster's Storm (怪獣ガガンゴの嵐, Kaijū Gagango no arashi?)
21. Messengers of Murder, Dekon and Bokon (殺しの使者デコンとボコン, Koroshi no shisya Dekon to Bokon?)
22. It has Arrived!! The Transformed Alien (来たぞ!! 変身宇宙人, Kitazo! henshin Ucyūjin?)
23. Kill Fireman! (ファイヤーマンを殺せ!, Faiyāman wo korose!?)
24. The Harmonica Crying in the Night (夜になくハーモニカ, Yoru ni naku hāmonika?)
25. The Alien with no Home Planet (帰る星なき宇宙人, Kaeru hoshi naki Ucyūjin?)
26. The Secret of the Mountain Shining in the Evening Sun (夕日に光る岩山の秘密, Yūhi ni hikaru iwayama no himitsu?)
27. The Space Leader that Manipulates Corpses (死人をあやつる宇宙の支配者, Shinin wo ayatsuru Ucyū no shihaisya?)
28. The Boy That Came From the Planet Argon (アルゴン星から来た少年, Arugon-sei kara kita shōnen?)
29. Don't Shoot! Even Though he's a Monster, he's Still my Friend (射つな! 怪獣だって友達だ, Utsuna! Kaijū datte tomodachi da?)
30. Fireman Disappears into Space (宇宙に消えたファイヤーマン, Ucyū ni kieta Faiyāman?)